# Корелицький район
Коре́лицький райо́н — адміністративна одиниця Білорусі, Гродненська область.

## Історія
У липні 2022 р. біля села Качичі підірвали пам'ятник на місці загибелі 89 польських партизанів Армії Крайової, які загинули у січні 1945 року під час бою з внутрішніми військами НКВС.